# Svěrka

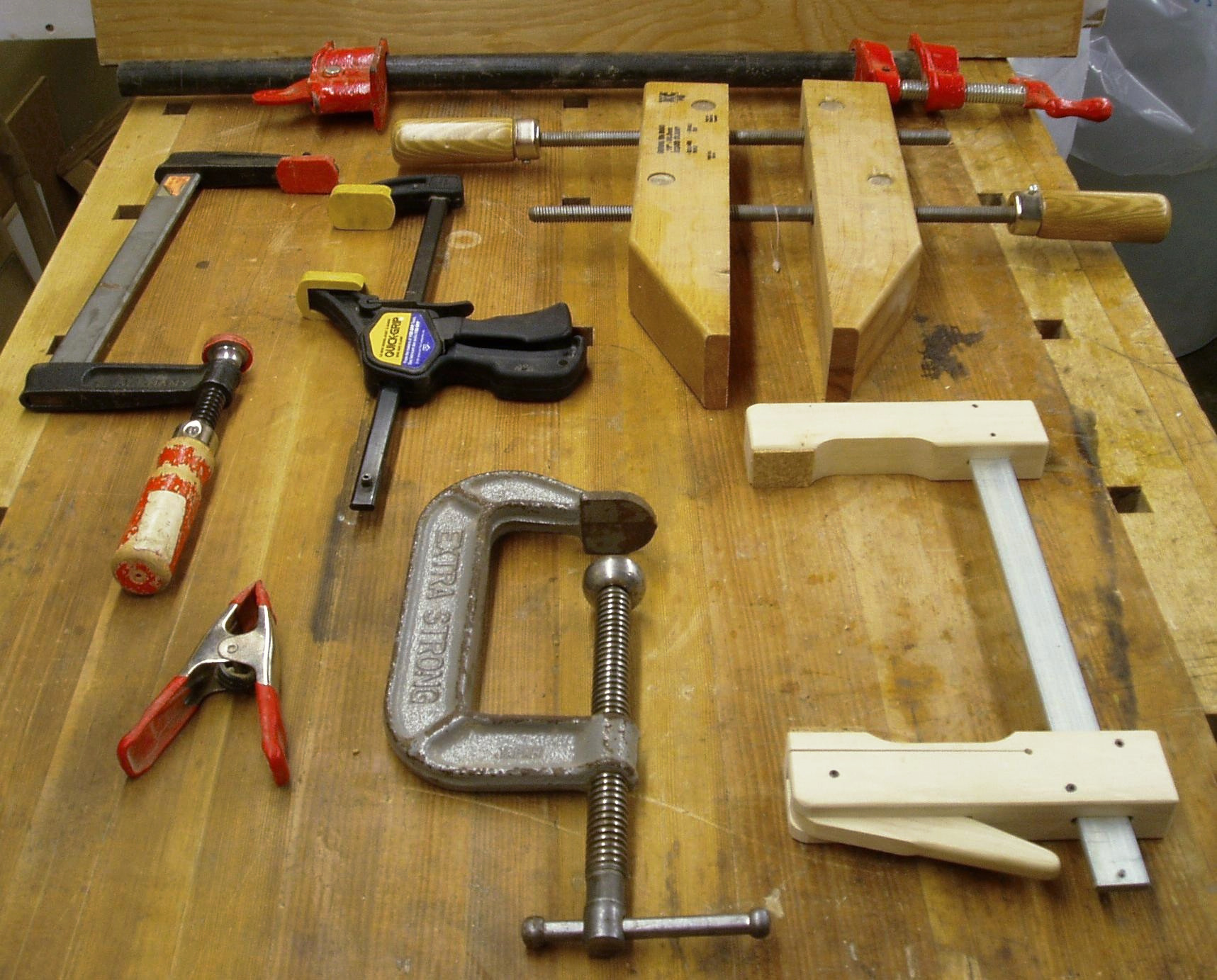
Různé druhy svěrek

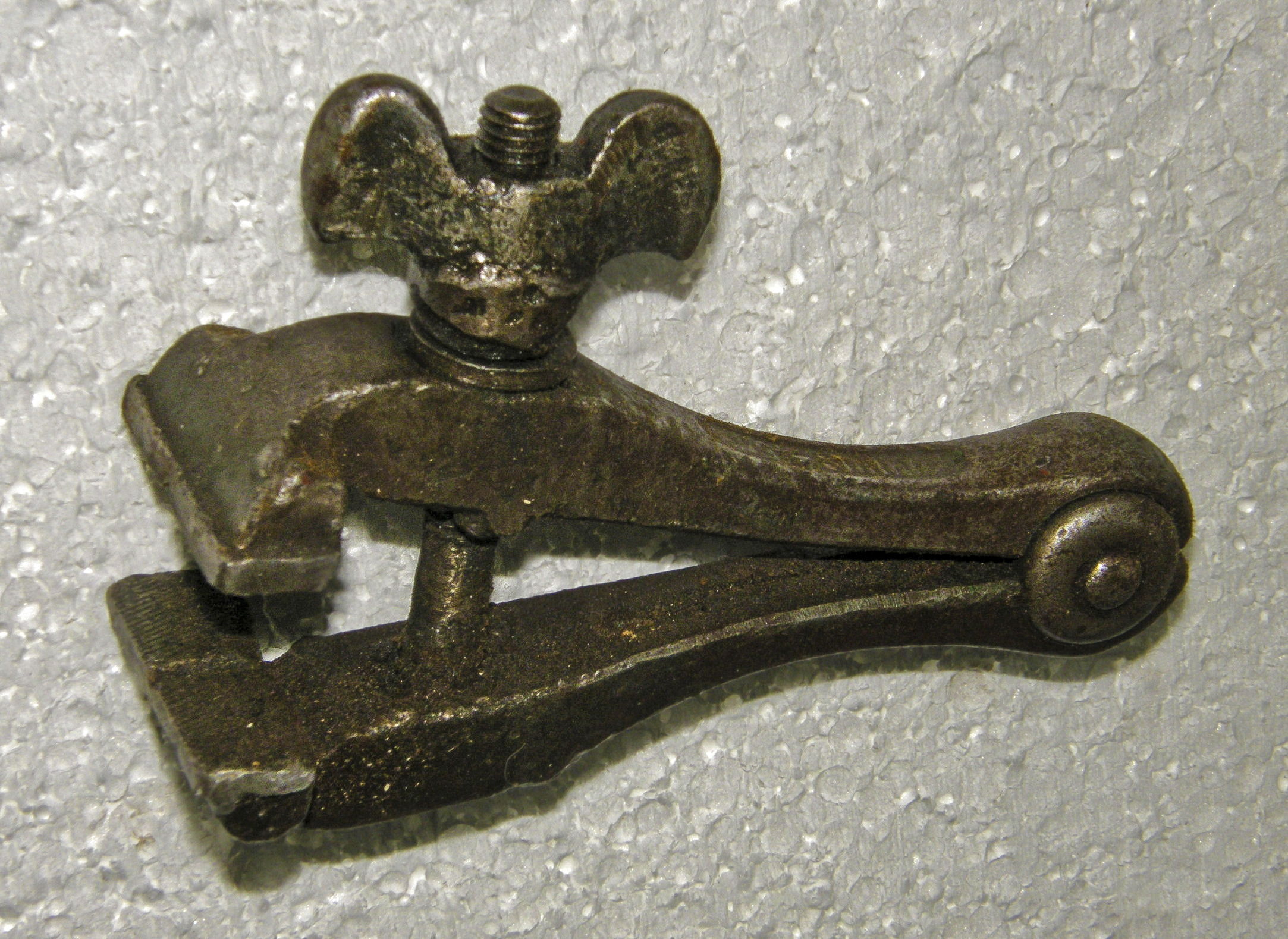
Ruční zámečnická svěrka

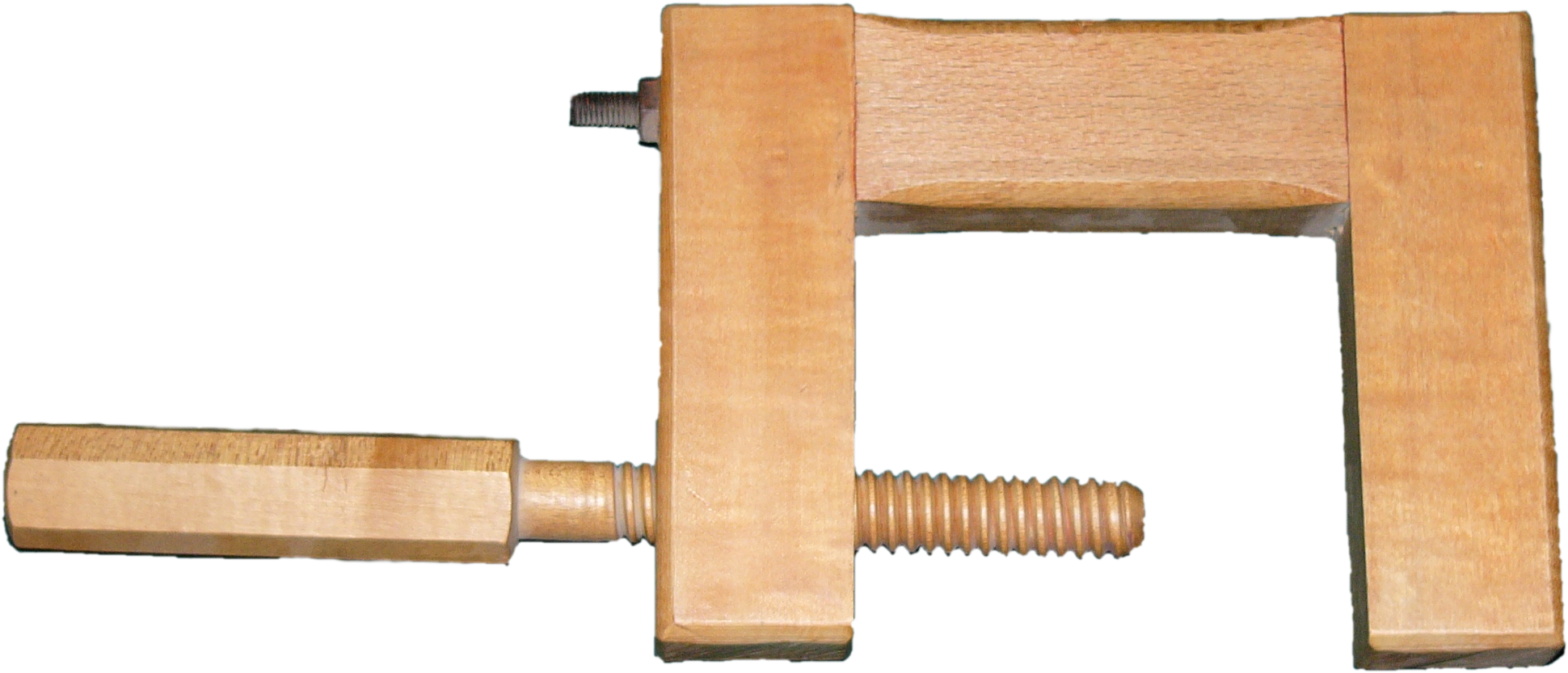
Dřevěná truhlářská svěrka tzv. „knecht“

Svěrka je dílenské ruční pracovní nářadí sloužící k sevření předmětů při manipulaci s nimi nebo k jejich vzájemné fixaci, např. při obrábění nebo sváření. Truhlářská svěrka neboli ztužidlo (slangově „knecht“) pak například slouží mimo jiné i ke stahování dřevěných dílů při lepení.

## Konstrukce
Zámečnické svěrky mají podobu malého kloubového svěráku svíraného šroubem s křídlovou maticí. Nejužívanější jsou třmenové svěrky tvaru „C“, kde jedním ramenem prochází šroub s otočnou tlačkou, toto rameno je buď pevné, nebo samosvorně posuvné.